# Joint Rescue Coordination Centre
Joint Rescue Coordination Centre (JRCC) er den danske eftersøgnings- og redningstjeneste. JRCC er en del af National Maritime Operation Centre (NMOC). Forsvaret har tre operationscentre; National Maritime Operations Center (NMOC), National Air Operations Center (NAOC) samt National Land Operations Center (NLOC). Joint Operation Centre (JOC) er det overordnede bindeled mellem de tre centre.  JOC er en enhed under Forsvarets operationsstab (Operationsstaben).

## Opgave
JRCCs hovedopgave er at koordinere operationer vedrørende nødsituationer i luftrummet eller på havet, samt at yde assistance til nødstedte eller forsvundne personer på havet og i luftrummet.
Eftersøgnings- og redningstjenesten i Danmark gennemføres af en lang række enheder fra Flyvevåbnet, Søværnet, Marinehjemmeværnet og Fiskeridirektoratet. Eftersøgnings- og redningstjenesten kaldes også Search and Rescue (SAR).
JRCC behandler hvert år i gennemsnit cirka 2500 anmeldelser, hvoraf cirka 1000 fører til en aktion. Af disse er cirka 350 søredningsoperationer. 
Søværnet har konstant tre skibe (oftest DIANA-klassen, 3 ESK) på havet, som kan indsættes i en redningsaktion med øjeblikkeligt varsel. Kystredningstjenestens redningsstationer og marinehjemmeværnets flotiller samt fiskeridirektoratets redningsskibe kan efter alarmering fra JRCC indsættes med meget kort varsel.
Alle årets dage dækker tre redningshelikoptere, placeret i henholdsvis Aalborg, Skrydstrup og Roskilde, det danske ansvarsområde. De kan være på vingerne inden for få minutter efter, at der er slået alarm. Derudover kan yderligere én helikopter placeres på Rønne lufthavn på Bornholm, hvis vejrudsigten forudser så dårlige værdier, at JRCC skønner det hensigtsmæssigt at have stationeret en redningshelikopter på øen. 

## JRCC Historie
JRCC Danmark blev formelt oprettet d. 4. januar 2006 og blev placeret i Søværnets Operative Kommandos (nu Marinestaben) bunker i Aarhus.
Tidligere bestod beredskabet af to redningscentraler; den maritime MRCC (Maritime Rescure Coordination Centre) og en flyredningscentral (RCC Karup; RCC = Rescue Coordination Centre). Under redegørelsen af Melissa-sagen. blev kommunikationen mellem MRCC og RCC Karup fremhævet som en væsentlig del af problemet. Det blev derfor besluttet at samle MRCC og RCC Karup i en fælles organisation placeret samme sted med bemanding fra både Søværnet og Flyvevåbnet. Organisatorisk blev det nye fælles JRCC placeret under SOK.
Den nye placering betød at RCC Karup blev lukket ned efter 51 års tjeneste, og aktiviteterne flyttede til Aarhus. Tidligere ansatte ved RCC Karup udfærdigede efterfølgende et forslag om en fælles civil redningscentral, som det kendes fra f.eks. Norge og Sverige.
I 2014 blev Søværnets Operative Kommando (SOK) nedlagt, og de fleste opgaver blev lagt ind under den nyoprettede myndighed: Marinestaben.